# Televisa
Grupo Televisa és una empresa mexicana de multimitjans de comunicació. En l'actualitat és la companyia productora de programació en castellà més gran del Món. Té presència a l'Amèrica Llatina, els Estats Units, Europa i part de l'Àfrica. És la primera cadena productora i exportadora de programes i sèries a Sud-amèrica, Àsia, Africa i Austràlia.
L'any 2012 es va veure embolicada en una controvèrsia, ja que el moviment progressista que encapçala el líder de l'esquerra a Mèxic Andrés Manuel López Obrador la va acusar de patrocinar obertament el candidat del PRI Enrique Peña Nieto.
Grupo Televisa fou fundada el 1955 com a Telesistema Mexicano, que unia les tres estacions més grans de Mèxic: XHTV-TV (fundada el 1950, la primera de l'Amèrica Llatina), XEW-TV (1951) i XHGC-TV (1952). Pertanyia, i encara pertany, a la família Azcárraga, que havia fundat la primera estació de ràdio de Mèxic, el 1930. El 1968, el seu competidor principal, Televisión Independiente de México (TIM), canal 8, fou fundat; ambdós competien amb XHAW-TV, Canal 12. El 1972, TIM i Telesistema Mexicano s'uniren per formar Grupo Televisa.